# Alto (Geòrgia)
Alto és una població dels Estats Units a l'estat de Geòrgia. Segons el cens del 2000 tenia 876 habitants.

## Demografia
Segons el cens del 2000, Alto tenia 876 habitants, 304 habitatges, i 227 famílies. La densitat de població era de 407,5 habitants per km².
Dels 304 habitatges en un 37,5% hi vivien nens de menys de 18 anys, en un 58,2% hi vivien parelles casades, en un 8,9% dones solteres, i en un 25,3% no eren unitats familiars. En el 21,7% dels habitatges hi vivien persones soles el 6,6% de les quals corresponia a persones de 65 anys o més que vivien soles. El nombre mitjà de persones vivint en cada habitatge era de 2,88 i el nombre mitjà de persones que vivien en cada família era de 3,35.
Per edats la població es repartia de la següent manera: un 29,3% tenia menys de 18 anys, un 12,8% entre 18 i 24, un 32% entre 25 i 44, un 18,5% de 45 a 60 i un 7,4% 65 anys o més.
L'edat mediana era de 30 anys. Per cada 100 dones de 18 o més anys hi havia 103 homes.
La renda mediana per habitatge era de 30.750 $ i la renda mediana per família de 36.094 $. Els homes tenien una renda mediana de 23.393 $ mentre que les dones 18.571 $. La renda per capita de la població era d'11.434 $. Entorn de l'11,2% de les famílies estaven per davall del llindar de pobresa.

## Poblacions més properes
El següent diagrama mostra les poblacions més properes.